# الدرب (الحد)

تعديل مصدري - تعديل

الدرب هي إحدى قرى عزلة الحد بمديرية الحد التابعة لمحافظة لحج، بلغ تعداد سكانها 158 نسمة حسب تعداد اليمن لعام 2004.